# Hermann Romahn

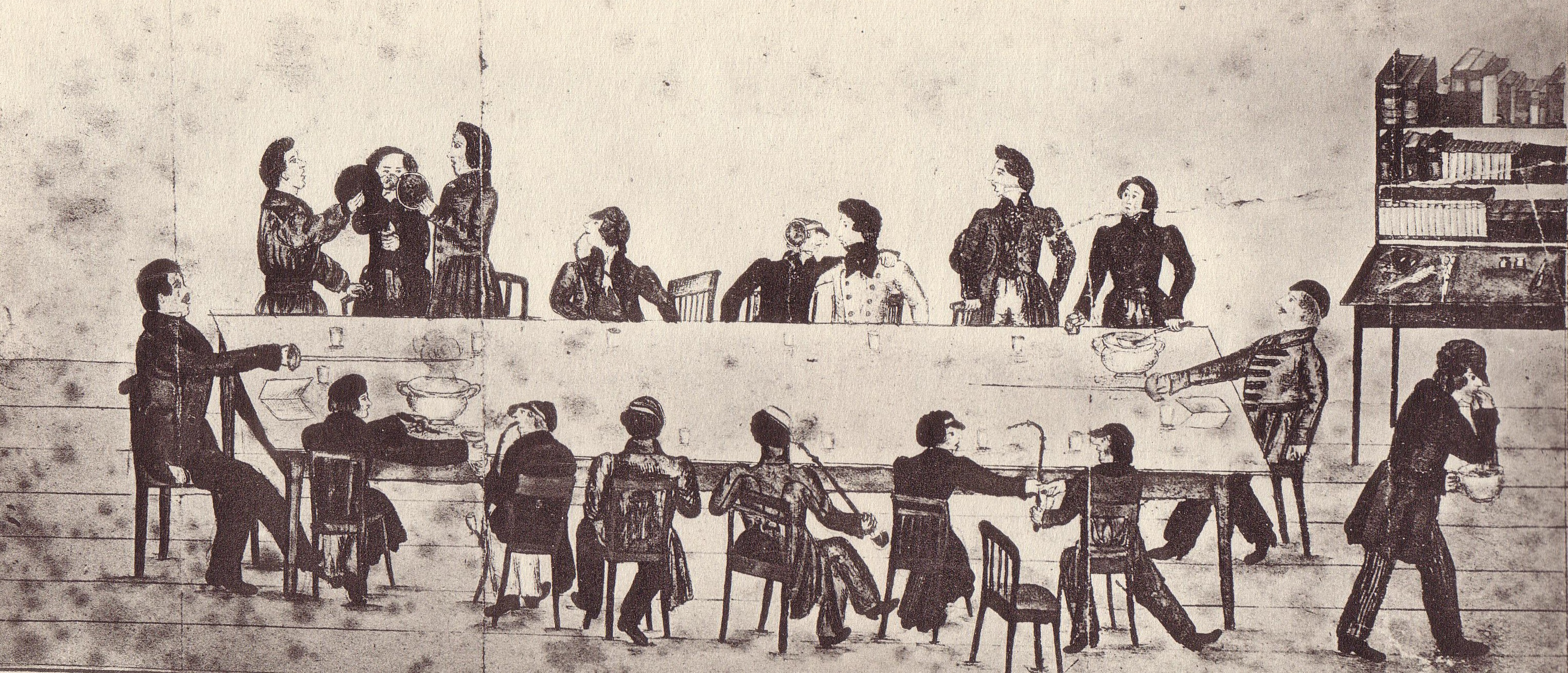
„Nach dem Leben gezeichnet“ – Corpslandsmannschaft Baltia mit Romahn (1835)

Hermann Joseph Johann Romahn (* 28. Mai 1814 in Braunsberg, Ermland; † 19. September 1882 (in Elbing?)) war ein deutscher Jurist und Abgeordneter in Westpreußen.

## Leben
Romahn besuchte das Königliche katholische Gymnasium in Braunsberg und studierte ab 1834 Rechtswissenschaft an der Albertus-Universität Königsberg. Er wurde Mitglied der Corpslandsmannschaft Baltia, die 1840 vom Corps Masovia übernommen wurde. Nach den Examen wurde er Kreisgerichtsrat, später Rechtsanwalt und Notar in Elbing. Als Justizrat saß er von 1863 bis 1866 im Preußischen Abgeordnetenhaus (Wahlkreis 8, 1/Danzig 1; bkF. WK 8, 2–8, 3/Danzig 1: Konservativ, Wahl im November 1863 für ungültig erklärt, Wiederwahl Kreisgerichtsrat in Elbing). Er war Mitbegründer und Vorsitzender des Patriotischen Vereins in Elbing.